# Ewen Costiou
Ewen Costiou (né le 10 novembre 2002 à Brest) est un coureur cycliste français.

## Biographie

### Jeunesse et carrière amateur
Bien qu'issu d'une famille de cyclistes, Ewen Costiou commence le sport par l'athlétisme, se spécialisant dans les épreuves de demi-fond. Il se tourne ensuite vers le cyclisme lors de sa première année cadets (15-16 ans), en prenant une licence à l'EC Landerneau,. 
Parmi les juniors (moins de 19 ans), il se distingue notamment en 2019, par des victoires au championnat de Bretagne du contre-la-montre et au Trophée Sébaco et par sa première sélection en équipe de France pour le Trophée Centre Morbihan, manche de la Coupe des Nations Juniors. 
En 2021, il quitte son club formateur et rejoint l'équipe Côtes d'Armor Cyclisme Marie Morin, qui évolue en division nationale 1, avec quinze victoires au compteur. Alors qu'il n'est âgé que de 18 ans, il s'illustre au mois de juin en s'imposant sur la course en ligne des championnats de Bretagne, après une longue échappée en solitaire. Fin juillet, il termine quatrième du contre-la-montre aux championnats de France espoirs. Il se classe également troisième d'une étape au Tour de Bretagne. Le 27 septembre, l'équipe Arkéa-Samsic annonce son arrivée dans l'effectif à partir du 1er août 2023. À l'issue d'une période de stage, il passe finalement professionnel au 1er janvier 2023.

### Débuts professionnels chez Arkéa-Samsic

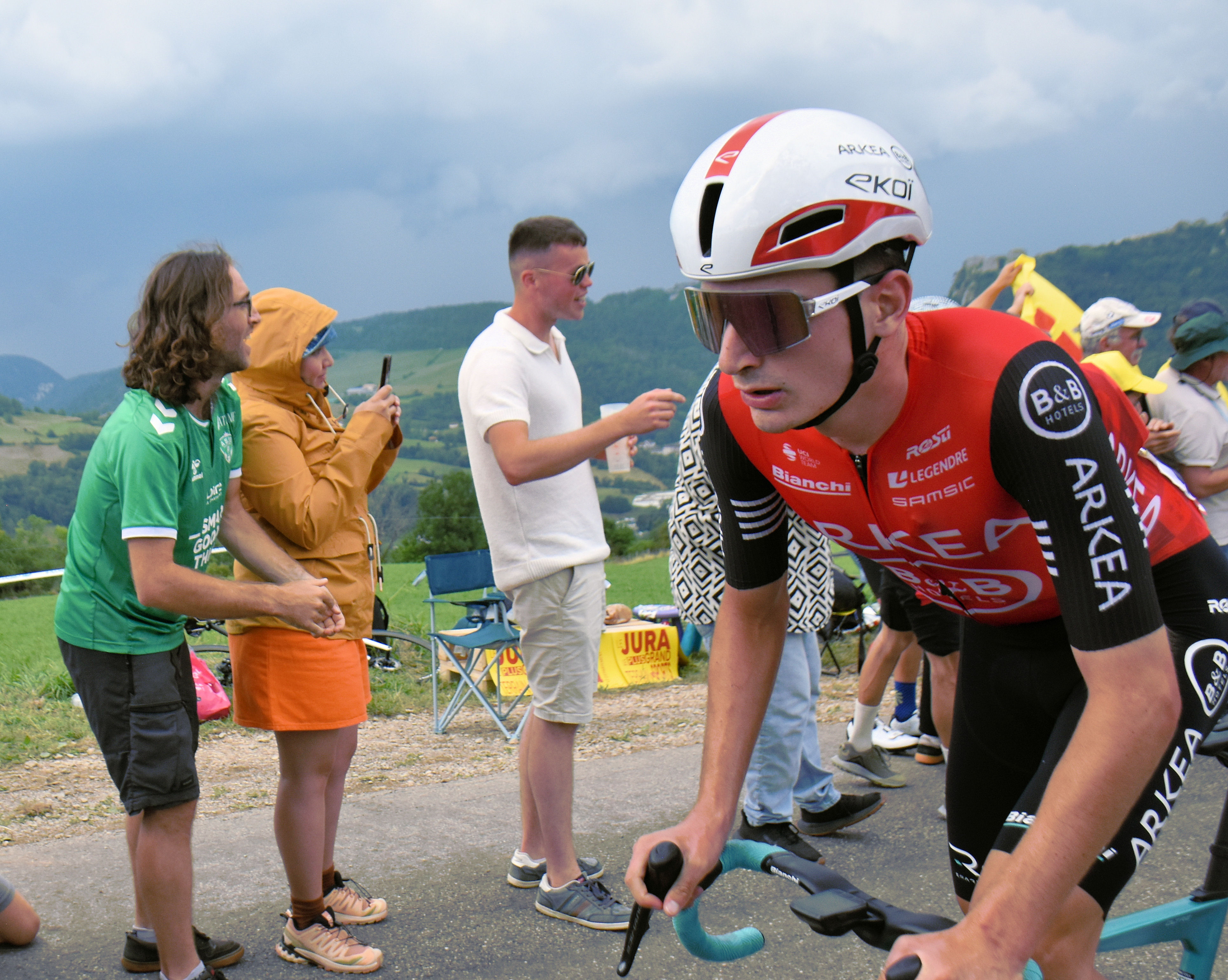
rEwen Costiou sur le Tour de France 2025

#### 2023: première année professionnelle
Ewen Costiou commence sa carrière professionnelle en Australie sur le Tour Down Under en compagnie de son ancien coéquipier chez les amateurs, Mathis Le Berre. Le 1er mars, il se classe 14e du Trofeo Laigueglia. Il prend part à une deuxième course par étapes World Tour sur la deuxième partie du mois, le Tour de Catalogne, où il est échappé lors de la deuxième étape. Il connait ses premiers résultats significatifs en avril, 2e de Paris-Camembert puis 8e de la Classic Grand Besançon Doubs trois jours plus tard.
Il obtient le sixième meilleur temps au championnat de France du contre-la-montre. Initialement sélectionné pour la course en ligne et le contre-la-montre des championnats du monde espoirs en août, il chute à la fin du mois de juillet lors du Tour de Wallonie, qu'il termine neuvième, ce qui l'amène à déclarer forfait pour les Mondiaux. Il termine sa saison au Tour de Lombardie, son premier monument, qu'il achève à une place anecdotique (92e).

#### 2024: une confirmation précoce

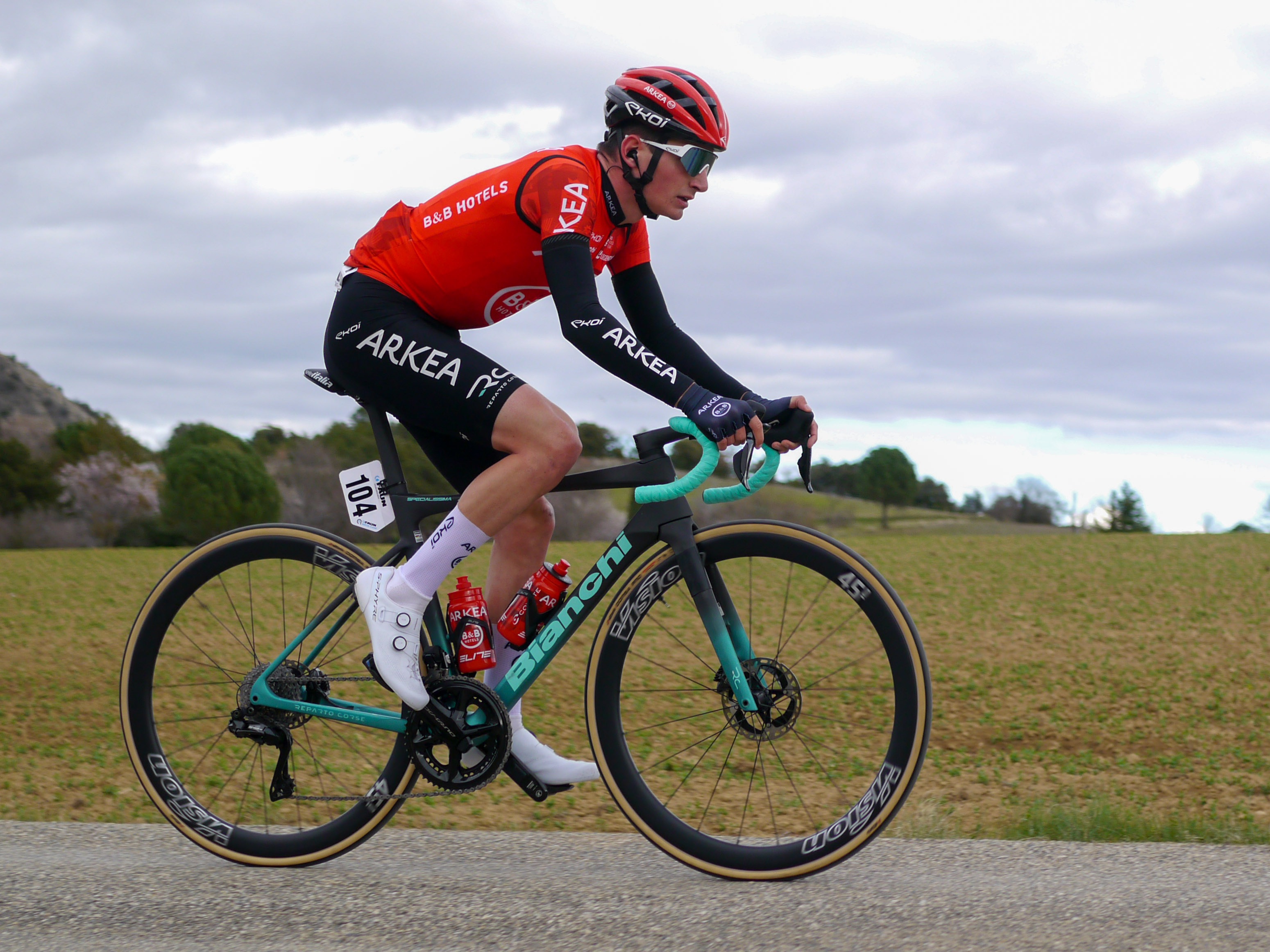
Ewen Costiou à l'Ardèche Classic 2024.

Il lance sa deuxième saison chez les professionnels sur les routes espagnoles du Challenge de Majorque, sans résultats notables. Il enchaîne par le Tour de la Provence où il réalise ses premiers tops 10 de la saison, 9e du prologue et de la deuxième étape, 12e du classement général final. 13e de la Classic Var, il est de nouveau aux avant-postes sur le Tour des Alpes-Maritimes, 15e de l'épreuve disputée sur deux étapes. En mars, il se distingue au niveau World Tour sur Paris-Nice, qu'il achève à une encourageante et surprenante 17e place, terminant notamment quinzième de l'étape de la Madone d'Utelle. Bien qu'il soit malade après cette course, il confirme sa forme sur Paris-Camembert le 27 mars, y effectuant un raid solitaire de 50 kilomètres avant d'être repris dans les dix dernières kilomètres. Il s'y classe tout de même 7e et son coéquipier Clément Venturini, 2e.
En avril, Ewen Costiou signe sa première victoire professionnelle sur la 2e étape du  Région Pays de la Loire Tour, après une attaque solitaire lancée juste avant le passage sous la flamme rouge. Il garde la place de leader du classement général pendant deux journées, et se classe finalement à la 2e place de ce classement au terme de la dernière étape.

## Palmarès

### Palmarès amateur
- 2019
  -  Champion de Bretagne du contre-la-montre juniors
  - Classement général du Trophée Sébaco
  - 2e de la Penn Ar Bed-Pays d’Iroise
  - 3e de la Ronde du Printemps
- 2020
  - 2e du Prix de la Saint-Laurent Juniors
  - 3e de la Ronde des vallées
- 2021
  -  Champion de Bretagne sur route
  - 5e épreuve de la Ronde Finistérienne
  - 3e de la Ronde du Lionnais
- 2022
  - La Melrandaise
  - 6e étape du Tour de Bretagne
  - Tour de la Manche : 
    - Classement général
    - 4e étape

  - 5e épreuve de la Ronde Finistérienne
  - 2e de la Flèche Bigoudène
  - 2e du Manche-Atlantique
  - 2e du Tour du Pays de Montbéliard
  -  Médaillé d'argent de la course en ligne des Jeux méditerranéens

### Palmarès professionnel
- 2023
  - 2e de Paris-Camembert
- 2024
  - 2e étape du Région Pays de la Loire Tour
  - 2e du Région Pays de la Loire Tour
  - 9e du Tour du Guangxi

## Résultats sur les grands tours

### Tour de France
1 participation 
- 2025 : 51e

### Tour d'Italie
1 participation
- 2024 : 90e

## Classements mondiaux
| Année                                 | 2021  | 2022 | 2023 | 2024 |
| ------------------------------------- | ----- | ---- | ---- | ---- |
| Classement mondial                    | 2068e | 970e | 365e | 262e |
| UCI Europe Tour                       | 1403e | 706e | nc   | nc   |
|                                       |       |      |      |      |
| Légende : nc = non classéSource : UCI |       |      |      |      |